# 斯捷潘·克拉索夫斯基
斯捷潘·阿基莫维奇·克拉索夫斯基（1897年8月20日—1983年4月21日）苏联空军元帅，1951年9月被派往担任中国人民解放军空军顾问，为期一年。

## 生平
生于莫吉廖夫省貝豪斯基區农民家庭。1911年从教区学校毕业。1915年从貝霍夫高等小学毕业，在塞列茨克邮电局任电报员学徒。1916年5月应征入伍，起初在俄羅斯帝國陸軍西伯利亚预备团（普斯科夫省）服役，后被派去明斯克的西方面军无线电报机械师士课程班，毕业后晋升为士官。1917年3月任西方面军第20军团广播站台长、1917年5月第25军团中队。参加第一次世界大战。
十月革命后，参加工农赤卫队，1918年参加苏俄红军任飞机机械师。1918年加入俄罗斯共产党（布尔什维克）。由于前线飞行员短缺，还兼任观测机飞行员出动了几十个架次。东方面军第33社会主义空军中队的通信负责人。1919年10月任苏俄红军第4集团军航空支队政委。1920年5月任苏俄红军第11集团军空军第1阿塞拜疆支队政委。战后担任外高加索军区的第33航空支队政委、1924年秋季任莫斯科军区第14航空支队政委。1925年至1926年在茹科夫斯基空军工程学院的航空兵指挥员高级班学习。 1927年12月任伊万诺沃-沃兹涅先斯克第3空军支队的指挥员兼政委。1934年3月调往列宁格勒军区。1936年从茹科夫斯基空军工程学院毕业。任强击航空兵第253旅旅长，重型轰炸机航空兵支队长、列宁格勒军区一个空军基地司令。苏芬战争中，第14集团军空军司令兼摩尔曼斯克空军旅司令。1940年3月任克拉斯诺达尔军事飞行与领航学校校长。1940年6月4日被授予航空兵少将军衔。1941年1月任北高加索军区空军司令员助理，负责军事教育训练。1941年6月任北高加索军区空军司令。 
苏德战争爆发后，1941年8月任第56集团军空军司令。1942年1月任布良斯克方面军空军司令员，1942年5月5日所部改编为空军第2集团军任集团军司令至7月5日。1942年11月6日任西南方面军空军司令。1942年11月16日所部改编为空军第17集团军任司令，参与斯大林格勒会战。1942年12月20日晋升航空兵中将。1943年3月26日担任空军第2集团军司令直至1947年，参与了库尔斯克会战、东乌克兰会战、西乌克兰会战、西里西亚和柏林战役。1944年2月4日晋升航空兵上将。1945年5月29日荣获苏联英雄称号。
1947年5月任远东苏联空军司令。1951年9月任驻华苏联军事顾问团总顾问。1952年8月回国。1952年8月任莫斯科军区空军司令、1953年6月任北高加索军区空军司令。1955年4月 任空军第26集团军（白俄罗斯军区）司令。 1956年4月任空军学院院长至1968年5月。1959年5月8日晋升空军元帅。1968年10月退役。1970年7月任苏联国防部总监组成员。
1961-1966年任苏联共产党中央审计委员会委员。
1983年4月21日去世。安葬在莫斯科莫尼诺的莫尼诺纪念军事公墓。 

## 荣誉
- 苏联英雄 (05/29/1945)。
- 6枚列宁勋章（01/19/1943[4]、02/21/1945、04/6/1945、05/29/1945、09/15/1961、08/07/1967）：
- 十月革命勋章 (08/19/1977)。
- 4枚红旗勋章（11/23/1942、11/3/1944、11/6/1947、10/11/1968）
- 一级苏沃洛夫勋章(08/19/1944) 和二级勋章(08/27/1943)
- 一级库图佐夫勋章（1944 年 5 月 29 日）
- 一级波格丹·赫梅利尼茨基勋章（1944 年 1 月 10 日）。
- 红星勋章 (10/27/1932)。
- 三级在蘇聯武裝力量中為祖國服務勳章（1975 年 4 月 30 日）。
- Virtuti Militari（英语：Virtuti Militari）勋章（波兰）
- 一级格伦瓦尔德十字勋章（英语：Order of the Cross of Grunwald）（波兰）
- 一级“胜利”白狮勋章（捷克斯洛伐克）
- 捷克斯洛伐克军事十字勋章 (1939年-1945年)（英语：Czechoslovak War Cross 1939–1945）
- 中苏友谊万岁奖章